# Piedras Chinas, Guanajuato
Piedras Chinas är en ort i Mexiko.   Den ligger i kommunen Acámbaro och delstaten Guanajuato, i den södra delen av landet, 180 km väster om huvudstaden Mexico City. Piedras Chinas ligger 2 054 meter över havet och antalet invånare är 145.
Terrängen runt Piedras Chinas är kuperad. Runt Piedras Chinas är det ganska tätbefolkat, med 111 invånare per kvadratkilometer. Närmaste större samhälle är Acámbaro, 8,4 km norr om Piedras Chinas. I omgivningarna runt Piedras Chinas växer huvudsakligen savannskog.